# Dario Antonelli
Dario Antonelli (Ripe San Ginesio, 18 settembre 1911 – Bergamo, 30 aprile 1945) è stato un militare italiano.

## Biografia

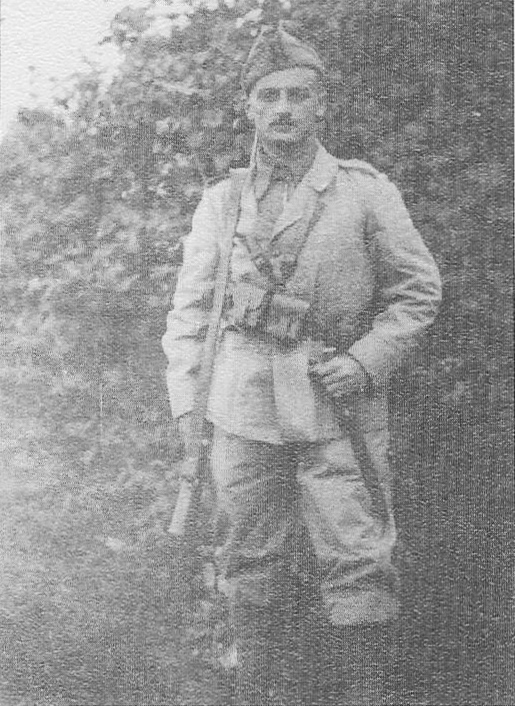
Dario Antonelli nel ruolo di fante del Regio Esercito

Dario Antonelli nacque il 18 settembre 1911 a Ripe San Ginesio, un paesino della Provincia di Macerata, da Ciro Antonelli, fante che partecipò alla Prima guerra mondiale, ed Emma Bompadre, una bottegaia. Interessato alle scienze Agrarie, dopo il diploma ottenuto nel 1929 iniziò a lavorare per alcune aziende agricole locali, prestando contemporaneamente servizio militare nel Regio Esercito fino al 18 settembre 1931, diventando Camicia nera. Nel 1933 ottenne l'autorizzazione ad insegnare, venendo trasferito al vicino paese di San Ginesio: lì svilupperà maggiormente il suo sentimento patriottico, avvicinandosi anche alla politica del Partito Nazionale Fascista. Nello stesso anno diventa Camicia nera scelta nella 109ª Legione CC.NN. di Macerata. Il 1º giugno 1936 dopo essersi iscritto alla Scuola Allievi Ufficiali del 94º Reggimento fanteria di Fano, divenne allievo ufficiale e venne stanziato nel 157º Reggimento fanteria di Macerata il 31 ottobre, per poi essere congedato il 27 ottobre 1939 con il grado di sottotenente, per ricoprire il grado di sottocapomanipolo nella Milizia Volontaria per la Sicurezza Nazionale, per poi essere promosso capomanipolo nell'aprile 1940.

### Seconda guerra mondiale

#### La campagna greca e jugoslava
Con l'entrata in guerra del Regno d'Italia, il 7 settembre 1940 Antonelli venne spedito nell'Albania italiana, giungendo a Durazzo il giorno dopo. Più di un mese dopo, precisamente i 28 ottobre 1940, venne schierato in prima linea sul fronte greco-albanese, rimanendo però ferito in combattimento a una spalla il 15 novembre. Curato in uno ospedale da campo, fece ritorno in Italia il 20 novembre per ricevere altre cure mediche a Ripe San Ginesio e all'ospedale militare di Ancona. Rientrato in servizio il 20 settembre 1941, si diresse a Zara, nello Stato Indipendente di Croazia, con la 7ª Brigata CC.NN. guidata da Giampiero Pellegrini: lì, insieme alla sua squadra, sarà bersaglio di innumerevoli attacchi improvvisi. Partecipando alle riconquiste che il Regio Esercito Jugoslavo stava portando avanti, combatterà prima a Drvar, poi a Kljuc, dove rimarrà in isolamento, insieme agli altri commilitoni fino alla primavera del 1942, senza ordini né rifornimenti a causa del rigido inverno. Dopo che il battaglione si ricongiunse con le altre truppe nei pressi della Dalmazia, si ritrova a combattere a Braškov, ma ferito nella gamba destra, venne ricoverato all'ospedale San Demetrio di Zara e dismesso il 31 marzo 1943, quando ebbe l'autorizzazione a raggiungere la famiglia nel suo paese natale.

#### La campagna italiana
Dopo essere rientrato in servizio, il 2 giugno 1943 venne trasferito dal Comando della 7ª Legione della MVSN a Roma. Avvilito dalla situazione militare italiana, l'8 settembre 1943 decise di chiedere il pensionamento, ma con la proclamazione dell'armistizio, decise di dirigersi a Macerata per contribuire a ricomporre l'esercito, insieme agli ex commilitoni e alcuni giovani. Preso quindi il comando di un gruppo di soldati della 109ª Legione, si impegnò ad effettuare numerosi lavori di ordine pubblico in tutta la Provincia di Macerata, contrastando i ribelli e promuovendo la leva militare a favore della neo Repubblica Sociale Italiana, sia con azioni militari che con discorsi pubblici. Dal settembre 1943 al febbraio 1944 si occupò della ricerca e della cattura di slavi e soldati degli Alleati evasi dai campi di prigionia o dalle carceri, senza entrare eccessivamente in scontri a fuoco. In seguito ad un attacco avvenuto lungo la SS 77 ai danni dell'Ispettorato Militare del Lavoro, numerose squadre vennero stanziate nella provincia, tra cui l'I Battaglione CC.NN. "IX Settembre" ed SS: Antonelli ebbe il compito di verificare eventuali ritorsioni dei rastrellamenti contro i civili.

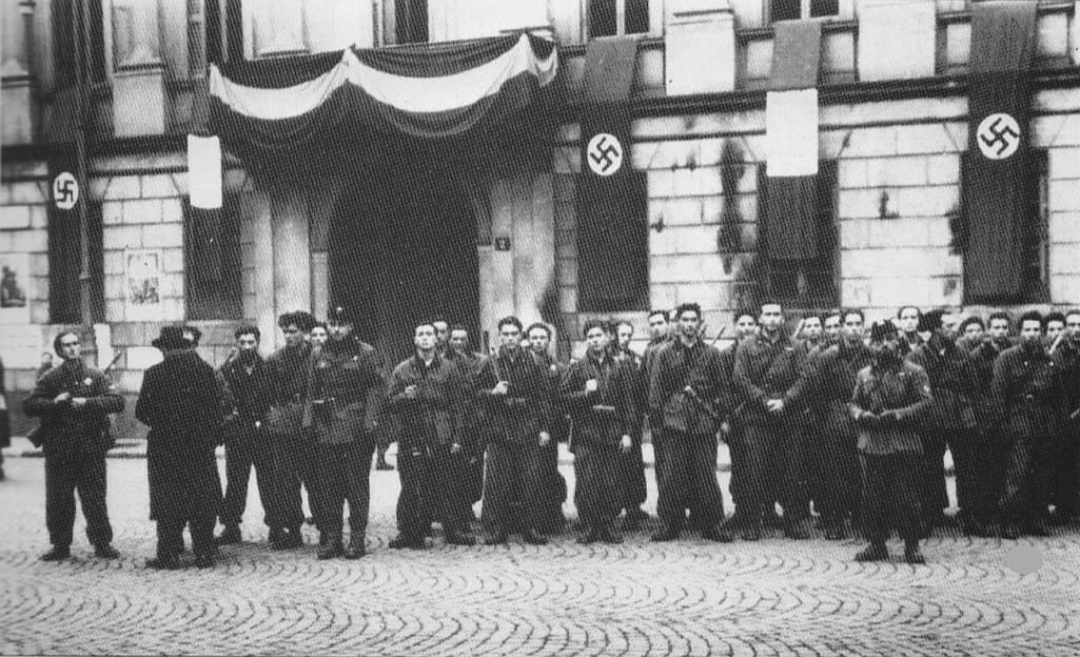
La Compagnia O.P. "Macerata", guidata da Dario Antonelli, attende l'arrivo di Benito Mussolini in Piazza San Sepolcro

Con il peggioramento della situazione della RSI, Antonelli partì in direzione dell'Italia settentrionale, insieme alla sua Compagnia e a numerosi civili maceratesi, per recarsi a Mantova, dove venne messo al comando della 648ª Compagnia O.P. "Macerata". Stanziato a Canneto Sull'Oglio e poi a Bergamo nella Caserma dei Mille della Guardia Nazionale Repubblicana, venne promosso a capitano da Renato Ricci, per poi dirigersi a Clusone dall'agosto del 1944 all'aprile del 1945, dove passerà, insieme alla sua compagnia, sotto le dipendenze del 612º comando provinciale. In questo periodo partecipò agli scontri a fuoco che si verificarono nella zona est del lago di Endine, eventi conosciuti come battaglia di Fonteno. Il 25 ottobre il reparto di Antonelli collaborò a compiti tattici con la Waffen-SS, dirigendosi quindi nei pressi dell'Alta Val Seriana, mentre il 16 dicembre sono chiamati per accogliere l'arrivo di Benito Mussolini in Piazza San Sepolcro.
La compagnia continua ad occuparsi di rastrellamenti e della resistenza presente nelle zone: il 23 febbraio catturarono due staffette donna della banda "Moscatelli", per poi liberarle su ordine di Antonelli perché non voleva fare guerra contro le donne. Il 24 aprile Antonelli ebbe l'ordine di ripiegare verso Bergamo in vista dell'avvicinarsi della fine della seconda guerra mondiale: la compagnia venne imbarcata in treni il 26 aprile, cantando nel mentre "Addio mia bella addio". Giunti prima nella stazione di Ponte Nossa e poi in quella di Gazzaniga, Antonelli venne informato che la linea ferroviaria era interrotta e non potevano proseguire, quindi decise di chiamare la Prefettura di Bergamo per informarla dell'accaduto, senza sapere che la struttura era già occupata dal Comitato di Liberazione Nazionale. Dopo momenti di sgomento, Antonelli venne accompagnato presso la casa parrocchiale del parroco Luigi Lazzari, dove incontrò alcuni esponenti del CLN per firmare la resa.

### La morte
Dopo aver firmato la resa in cambio dell'incolumità dei suoi commilitoni, Antonelli è ospitato nella casa del parroco, mentre il resto dei soldati vennero imprigionati presso lo stabilimento della ditta Ansaldo. Il 29 aprile, preoccupato delle condizioni dei suoi commilitoni, si diresse alla fabbrica per sincerarsi, ma venne riconosciuto dai civili che avvertirono i partigiani. All'uscita dalla struttura fu costretto a consegnarsi alle truppe della resistenza, che lo portarono a Bergamo, lo rinchiusero nelle carceri di Sant'Agata e lo uccisero il 30 aprile presso il cimitero. Il resto dei soldati venne condotto nel carcere di Bergamo, dove subirono violenze e torture, contro gli accordi firmati alla resa.